# Бехан, Киран
Киран Бехан (нидерл. Kiran Bechan; родился 12 сентября 1982 года, Амстердам) — нидерландский футболист, завершивший игровую карьеру, выступал на позиции полузащитника. Воспитанник амстердамского «Аякса», в составе которого провёл одну игру. С 2003 по 2004 год выступал на правах аренды за роттердамскую «Спарту». Затем выступал за «Гронинген», «Ден Бос», испанский «Эркулес», «Эммен», киприотскийский «Эрмис», катарский «Аль-Муайдар» и казахстанский «Атырау». В 2012 году завершил карьеру из-за травмы.

## Ранние годы
Киран Бехан родился 12 сентября 1982 года в городе Амстердам. Его родители родились и выросли в Суринаме, но имели индийское происхождение. Футболом он начал заниматься с детства, а его первой командой стал клуб «Амстелланд». В возрасте одиннадцати Киран попал в футбольную академию «Аякса» а в июле 1999 года был переведён в юношеский состав амстердамцев «Аякс A1», чьим тренером тогда был Тонни Брёйнс Слот. 27 июля 16-летний нападающий подписал с «Аяксом» пятилетний контракт до 30 июня 2005 года.
Дебют Кирана в юношеской команде состоялся 4 мая 2000 года в гостевом матче против сверстников из АЗ. Позже он выступал и под руководством Джона ван ’т Схипа. В сентябре 2000 года в составе юношеской сборной Нидерландов Киран участвовал на международном турнире в Югославии. В составе молодёжной команды «Аякса» Бехан играл вместе с такими футболистами, как Мартен Стекеленбург, Хосе Валенсия, Уолкер Фронио, Рюд Крас и Стефано Зеедорф.

## Клубная карьера

### «Аякс»
В марте 2001 года главный тренер «Аякса» Ко Адриансе перевёл Кирана в основной состав команды. Дебют 19-летнего атакующего полузащитника состоялся 1 апреля в гостевой игре чемпионата против клуба НЕК. На поле Киран провёл 74 минуты, после которых его заменили на ганского полузащитника Кваме Куанса. Матч завершился поражением «Аякса» со счётом 1:0; единственный гол в составе победителей забил македонский нападающий Георги Христов. Однако Киран не справился с высокой конкуренцией в команде, уступив таким игрокам, как Виктор Сикора и Нурдин Бухари.
Перед началом сезона 2002/03 Бехан был признан лучшим игроком молодёжной команды на предсезонном турнире «Den Helder Maritiem», который проходил в городе Ден-Хелдер. В сезоне 2002/03 в активе Кирана было 3 забитых гола в 13 матчах за молодёжную команду.

### «Спарта»
В конце января 2003 года руководство «Аякса» решило отдать Бехана до конца сезона в аренду роттердамской «Спарте», которая выступала в первом дивизионе. В свою очередь из «Спарты» в состав «Аякса» по соглашению команд на правах аренды перешёл защитник Давид Мендес да Силва.
За «Спарту» Киран дебютировал 7 февраля в гостевом матче против «Фортуну», завершившемся вничью 1:1. В той игре Бехан вышел на замену на 39-й минуте, заменив защитника Дуайта Эли. За пол сезона 21-летний полузащитник провёл за «Спарту» 16 матчей и забил 3 гола, а также получил одну жёлтую карточку. После окончания аренды руководство «Спарты» решило продлить срок аренды футболиста ещё на один сезон.

### «Гронинген»
Летом 2004 года Киран ненадолго вернулся в «Аякс», и даже провёл несколько матчей за молодёжный состав в начале сезона, но затем получил травму. 19 ноября «Аякс» достиг соглашения с «Гронингеном» о переходе Кирана в стан «бело-зелёных». С клубом Бехан заключил контракт на три с половиной года, а свою первую игру провёл уже 28 ноября против АЗ, выйдя на замену. Во втором матче за «Гронинген», состоявшемся 4 декабря, Киран также вышел на замену, заменив на 46-й минуте травмированного македонца Миле Крстева. Но в гостевой игре против «Роды» Киран не смог помочь своей команде; «Гронинген» потерпел крупное поражение 5:1. Однако затем у 22-летнего футболиста возникли проблемы с икроножной мышцей, и он не смог принимать участие в играх команды на протяжении полтора месяца. 11 февраля 2005 года в игре с «Витессом» Киран впервые попал в стартовый состав команды. В дебютном сезоне за клуб он провёл 14 матчей.

### «Ден Бос» и «Эркулес»
В 2006 году Бехан перешёл в клуб «Ден Бос». В новом клубе Киран получил место в основном составе. В Первом дивизионе Нидерландов сезона 2006/07 Бехан сыграл 37 матчей и забил 9 мячей, а его клуб занял первое место и получил путёвку в высший дивизион. Летом 2007 года Киран стал игроком испанского клуба «Эркулес» из города Аликанте. В испанском клубе Киран провёл 9 матчей и забил 1 мяч, в конечном итоге Бехан расторг контракт с клубом.

### «Эммен»
В 2008 году Бехан находился на просмотре в английском клубе «Блэкберн Роверс». В октябре того же года Киран перешёл в клуб первого дивизиона «Эммен». Его дебют в команде состоялся 3 октября в матче с «Омниворлдом», завершившемся победой «Эммена» со счётом 2:1. 17 октября 26-летний полузащитник в игре с «Эйндховеном» отметился за клуб дебютным голом. Киран отличился на 29-й минуте, таким образом выведя свою команду вперёд 1:2, но в итоге матч завершился вничью 2:2. За весь сезон Бехан провёл за «Эммен» в чемпионате 24 матча и забил 3 гола. 30 июня 2009 года контракт Кирана с «Эмменом» истёк, но руководство клуба не стало подписывать новое соглашение с игроком.

### «Эрмис»
В августе 2009 года на правах свободного агента Бехан присоединился к клубу с Кипра «Эрмис». В Чемпионате Кипра Киран дебютировал 30 августа в домашнем матче против "Анортосис"а. На поле нидерландский футболист появился на 56-й минуте, заменив португальского полузащитника Жоку. В первом туре чемпионата «Эрмис» на своём поле сыграл с «Анортосисом» вничью 0:0.

### «Атырау»
В марте 2011 года Киран стал игроком казахстанского клуба «Атырау».

## Статистика выступлений
| Клуб             | Сезон            | Лига | Лига | Кубки | Кубки | Другие | Другие | Итого | Итого |
| Клуб             | Сезон            | Игры | Голы | Игры  | Голы  | Игры   | Голы   | Игры  | Голы  |
| ---------------- | ---------------- | ---- | ---- | ----- | ----- | ------ | ------ | ----- | ----- |
| Аякс             | 2000/01          | 1    | 0    | 0     | 0     | 0      | 0      | 1     | 0     |
| Аякс             | Итого            | 1    | 0    | 0     | 0     | 0      | 0      | 1     | 0     |
| Спарта (аренда)  | 2002/03          | 16   | 3    | 0     | 0     | —      | —      | 16    | 3     |
| Спарта (аренда)  | 2003/04          | 32   | 6    | 6     | 3     | 6      | 1      | 44    | 10    |
| Спарта (аренда)  | Итого            | 48   | 9    | 6     | 3     | 6      | 1      | 60    | 13    |
| Гронинген        | 2004/05          | 14   | 0    | 0     | 0     | —      | —      | 14    | 0     |
| Гронинген        | 2005/06          | 4    | 0    | 2     | 0     | 0      | 0      | 6     | 0     |
| Гронинген        | Итого            | 18   | 0    | 2     | 0     | 0      | 0      | 20    | 0     |
| Ден Бос          | 2006/07          | 37   | 9    | 1     | 2     | 3      | 0      | 41    | 11    |
| Ден Бос          | Итого            | 37   | 9    | 1     | 2     | 3      | 0      | 41    | 11    |
| Эркулес          | 2007/08          | 9    | 1    | 0     | 0     | —      | —      | 9     | 1     |
| Эркулес          | Итого            | 9    | 1    | 0     | 0     | —      | —      | 9     | 1     |
| Эммен            | 2008/09          | 24   | 3    | 0     | 0     | —      | —      | 24    | 3     |
| Эммен            | Итого            | 24   | 3    | 0     | 0     | —      | —      | 24    | 3     |
| Эрмис            | 2009/10          | 6    | 0    | 0     | 0     | —      | —      | 6     | 0     |
| Эрмис            | Итого            | 6    | 0    | 0     | 0     | —      | —      | 6     | 0     |
| Атырау           | 2011/12          | 24   | 1    | 1     | 1     | —      | —      | 25    | 2     |
| Атырау           | Итого            | 24   | 1    | 1     | 1     | —      | —      | 25    | 2     |
| Всего за карьеру | Всего за карьеру | 167  | 23   | 10    | 6     | 9      | 1      | 186   | 30    |